# HRK Izviđač
HRK Izvidac Ljubuski är en handbollsklubb i Bosnien och Hercegovina. De är bland annat framgångsrika för herrar, med spel i EHF Champions League 2005/2006.